# Liste du patrimoine mondial en Ukraine
Cet article recense les sites inscrits au patrimoine mondial en Ukraine.

## Statistiques
L'Ukraine ratifie la Convention pour la protection du patrimoine mondial, culturel et naturel le 12 octobre 1988 (le pays est alors membre de l'URSS, mais également partie à part entière de l'UNESCO). Le premier site protégé est inscrit en 1990, un an avant l'indépendance du pays.
En 2023, l'Ukraine compte 8 sites inscrits au patrimoine mondial, 7 culturels et 1 naturel. L'un de ces sites est situé en Crimée, annexée par la Russie en 2014.
À la même date, le pays a également soumis 16 sites à la liste indicative : 12 culturels, 1 naturel et 3 mixtes. 4 de ces sites sont situés en Crimée.

## Listes

### Patrimoine mondial
Les sites suivants sont inscrits au patrimoine mondial.
| Site                                                                                              | Oblast                                        | Type                            | Date | Superficie (ha) | Zone tampon (ha) | Lien | Notes | Coordonnées | Illus. |
| ------------------------------------------------------------------------------------------------- | --------------------------------------------- | ------------------------------- | ---- | --------------- | ---------------- | ---- | --- | --- | ------ |
| Kiev : cathédrale Sainte-Sophie et ensemble des bâtiments monastiques et laure de Kievo-Petchersk | Kiev                                          | Culturel (i), (ii), (iii), (iv) | 1990 | 28,52           | 220,15           | 527  | En péril depuis 2023. Outre la cathédrale et la laure, la protection concerne également l'église du Saveur de Berestove. | 50° 27′ 10″ nord, 30° 30′ 52″ est 50° 25′ 56″ nord, 30° 33′ 44″ est 50° 26′ 14″ nord, 30° 33′ 18″ est |        |
| Le centre historique (uk) d'Odesa                                                                 | Odessa                                        | Culturel (ii), (iv)             | 2023 |                 |                  | 1703 | En péril depuis 2023. | 46° 29′ 11″ nord, 30° 44′ 40″ est |        |
| Lviv - ensemble du centre historique                                                              | Lviv                                          | Culturel (ii), (v)              | 1998 | 120             | 2 441            | 865  | En péril depuis 2023. Deux sites : - Haut-Château de Lviv (uk) et Pidzamtche, Seredmistia - Ensemble de la cathédrale Saint-Georges | 49° 50′ 54″ nord, 24° 02′ 22″ est 49° 50′ 19″ nord, 24° 00′ 48″ est |        |
| Arc géodésique de Struve                                                                          | Jytomyr, Khmelnytskyï, Odessa                 | Culturel (ii), (iii), (vi)      | 2005 | 96              | 360              | 1187 | Site transfrontalier commun avec la Biélorussie, l'Estonie, la Finlande, la Lettonie, la Lituanie, la Moldavie, la Norvège, la Russie et la Suède. 4 sites en Ukraine : - Katerinowka (uk) - Felschtin (uk) - Baranowka - Stara Nekrasivka (uk) | 49° 33′ 57″ nord, 26° 45′ 22″ est 49° 19′ 48″ nord, 26° 40′ 55″ est 49° 08′ 55″ nord, 26° 59′ 30″ est 45° 19′ 54″ nord, 28° 55′ 41″ est |        |
| Forêts primaires de hêtres des Carpates et d'autres régions d'Europe                              | Transcarpatie                                 | Naturel (ix)                    | 2007 | 92 023,24       | 253 815,38       | 1133 | Site transfrontalier avec l'Albanie, l'Allemagne, l'Autriche, la Belgique, la Bosnie-Herzégovine, la Bulgarie, la Croatie, l'Espagne, la France, l'Italie, la Macédoine du Nord, la Pologne, la Roumanie, la Slovaquie, la Slovénie, la Suisse et la Tchéquie. 15 sites en Ukraine : - Tchornohora (uk) - Kouziy-Trybouchany (uk) - Maramaroch (uk) - Stoujytsia (uk) - Ouj - Svydovets (uk) - Ouholka - Chyrikyi Louh (uk) - Gorgany (en) - Roztotchya (en) - Satanivska Datcha (uk) - Synevyr - Darvaika - Synevyr - Kvasovets - Synevyr - Strymba - Synevyr - Vilchany - Zatcharovany Krai - Irchava - Zatcharovany Krai - Velykyi Dil | 48° 08′ 25″ nord, 24° 23′ 35″ est 47° 57′ 46″ nord, 24° 08′ 17″ est 47° 54′ 19″ nord, 24° 16′ 19″ est 49° 01′ 24″ nord, 22° 36′ 00″ est 48° 11′ 21″ nord, 24° 13′ 37″ est 48° 18′ 22″ nord, 23° 41′ 46″ est 48° 27′ 09″ nord, 24° 14′ 00″ est 49° 57′ 30″ nord, 23° 39′ 00″ est 49° 10′ 42″ nord, 26° 14′ 51″ est 48° 29′ 14″ nord, 23° 44′ 56″ est 48° 23′ 06″ nord, 23° 42′ 46″ est 48° 27′ 11″ nord, 23° 47′ 48″ est 48° 21′ 20″ nord, 23° 39′ 36″ est 48° 25′ 21″ nord, 23° 09′ 42″ est |        |
| Résidence des métropolites de Bucovine et de Dalmatie                                             | Tchernivtsi                                   | Culturel (ii), (iii), (iv)      | 2011 | 8               | 244,85           | 1330 | | 48° 17′ 49″ nord, 25° 55′ 30″ est |        |
| Cité antique de Chersonèse Taurique et sa chôra                                                   | Sébastopol                                    | Culturel (ii), (v)              | 2013 | 259,38          | 3 041,09         | 1411 | Le site est situé en Crimée, annexée par la Russie depuis 2014. 8 sites distincts : - Cité antique de Chersonèse Taurique - Segment de chôra dans la ravine de Yukharina (uk) - Segment de chôra dans la ravine de Berman (uk) - Segment de chôra sur les hauteurs de Bezymyannaya (uk) - Segment de chôra dans la ravine de Streletskaya (uk) - Segment de chôra sur l'isthme de la péninsule Mayachny (uk) – partie I - Segment de chôra sur l'isthme de la péninsule Mayachny – partie II - Segment de chôra sur l'isthme de la péninsule Mayachny (uk)                                                                                | 44° 36′ 39″ nord, 33° 29′ 29″ est 44° 33′ 01″ nord, 33° 28′ 12″ est 44° 31′ 26″ nord, 33° 30′ 03″ est 44° 31′ 34″ nord, 33° 32′ 48″ est 44° 34′ 15″ nord, 33° 28′ 39″ est 44° 33′ 51″ nord, 33° 24′ 41″ est 44° 33′ 44″ nord, 33° 24′ 35″ est 44° 33′ 38″ nord, 33° 24′ 30″ est |        |
| Tserkvas en bois de la région des Carpates en Pologne et en Ukraine                               | Oblast d'Ivano-Frankivsk, Lviv, Transcarpatie | Culturel (iii), (iv)            | 2013 | 7,03            | 92,73            | 1424 | Site transfrontalier avec la Pologne. 8 sites en Ukraine : - Drohobytch - Matkiv - Nijni Verbij - Potelych - Rohatyn - Oujok - Yasinia - Jovkva | 49° 20′ 52″ nord, 23° 29′ 59″ est 48° 54′ 56″ nord, 23° 06′ 32″ est 48° 29′ 55″ nord, 25° 00′ 41″ est 50° 12′ 31″ nord, 23° 33′ 03″ est 49° 24′ 37″ nord, 24° 36′ 10″ est 48° 59′ 02″ nord, 22° 51′ 16″ est 48° 16′ 30″ nord, 24° 21′ 11″ est 50° 03′ 19″ nord, 23° 58′ 56″ est |        |

### Liste indicative
Les sites suivants sont inscrits sur la liste indicative.
| Site | Oblast                         | Type                            | Date | Lien | Notes | Coordonnées | Illus. |
| --- | ------------------------------ | ------------------------------- | ---- | ---- | --- | --- | ------ |
| Centre historique de Tchernihiv, IXe – XIIIe siècle                                                                                   | Tchernihiv                     | Culturel (i), (ii), (iv)        | 1989 | 668  | Églises Saint-Boris-et-Saint-Gleb et de la Transfiguration                                                                      | 51° 29′ 21″ nord, 31° 18′ 25″ est 51° 29′ 20″ nord, 31° 18′ 28″ est                                                                     |        |
| Paysage culturel de Kamianets-Podilskyï                                                                                               | Khmelnytskyï                   | Culturel (i), (ii), (iv)        | 1989 | 670  | | 48° 40′ 59″ nord, 26° 34′ 59″ est |        |
| Tombe de Taras Chevtchenko et réserve-musée historique et naturelle                                                                   | Tcherkassy                     | Mixte                           | 1989 | 672  | | 49° 43′ 59″ nord, 31° 30′ 54″ est |        |
| Réserve de biosphère Ascania-Nova | Kherson                        | Naturel (x)                     | 1989 | 673  | | 46° 28′ 34″ nord, 33° 56′ 56″ est |        |
| Parc dendrologique Sofiyivsky | Tcherkassy                     | Mixte                           | 2000 | 674  | | 48° 45′ 47″ nord, 30° 13′ 23″ est |        |
| Palais de Bakhtchissaraï des Khans de Crimée                                                                                          | Crimée                         | Culturel (i), (iii), (v), (vi)  | 2003 | 1820 | Le site est situé en Crimée, annexée par la Russie en 2014.                                                                     | 44° 44′ 55″ nord, 33° 52′ 55″ est |        |
| Site archéologique de Kamiana Mohyla                                                                                                  | Zaporijjia                     | Culturel (iii), (vi)            | 2006 | 5075 | | 46° 57′ nord, 35° 28′ est |        |
| Observatoire astronomique de Mykolaïv                                                                                                 | Mykolaïv                       | Culturel (ii), (iv)             | 2007 | 5116 | | 46° 58′ 22″ nord, 31° 58′ 22″ est |        |
| Complexe des monuments du VIe – XVIe siècle de la forteresse de Soudak                                                                | Crimée                         | Culturel (ii), (iv), (v)        | 2007 | 5117 | | 44° 50′ 25″ nord, 34° 57′ 28″ est |        |
| Observatoires astronomiques d'Ukraine                                                                                                 | Crimée, Kiev, Mykolaïv, Odessa | Culturel (ii), (iv), (vi)       | 2008 | 5267 | Observatoires de Mykolaïv, Kiev, Odessa et Crimée                                                                               | 46° 58′ 22″ nord, 31° 58′ 22″ est 50° 27′ 07″ nord, 30° 29′ 52″ est 46° 28′ 38″ nord, 30° 45′ 20″ est 44° 43′ 36″ nord, 34° 00′ 57″ est |        |
| Kiev : cathédrale Sainte-Sophie et ensemble des bâtiments monastiques, églises Saint-Cyrille et Saint-André, laure de Kievo-Petchersk | Kiev                           | Culturel (i), (ii), (iii), (iv) | 2009 | 5423 | La proposition est une extension du site inscrit en 1990                                                                        | 50° 28′ 59″ nord, 30° 28′ 18″ est 50° 27′ 32″ nord, 30° 31′ 05″ est                                                                     |        |
| Comptoirs et fortifications des routes commerciales génoises. De la Méditerranée à la mer Noire                                       | Crimée                         | Culturel (ii), (iv)             | 2010 | 5575 | Le site est situé en Crimée, annexée par la Russie en 2014.                                                                     | 44° 50′ 35″ nord, 34° 57′ 25″ est |        |
| Paysage culturel des villes troglodytes de la Gothie de Crimée                                                                        | Crimée                         | Mixte (iii), (v), (vi), (vii)   | 2012 | 5773 | Mangoup-Kale, Eski-Kermen. Le site est situé en Crimée, annexée par la Russie en 2014.                                          | 44° 35′ 31″ nord, 33° 48′ 00″ est 44° 36′ 36″ nord, 33° 44′ 20″ est                                                                     |        |
| L'environnement historique de la capitale des Khans de Crimée à Bakhtchissaraï                                                        | Crimée                         | Culturel (ii), (iii), (v), (vi) | 2012 | 5774 | Le site est situé en Crimée, annexée par la Russie en 2014. Il comprend le palais des Khans et la ville fortifiée de Çufut Qale | 44° 44′ 55″ nord, 33° 52′ 55″ est 44° 44′ 28″ nord, 33° 55′ 28″ est                                                                     |        |
| Derjprom (le palais de l'Industrie)                                                                                                   | Kharkiv                        | Culturel (iv)                   | 2017 | 6249 | | 50° 00′ 24″ nord, 36° 13′ 38″ est |        |
| Tyras - Bilhorod (Akkerman), sur le trajet de la mer Noire à la mer Baltique                                                          | Odessa                         | Culturel (ii), (iv), (vi)       | 2019 | 6426 | | 46° 12′ 04″ nord, 30° 21′ 02″ est |        |